# Gian Domenico Vinaccia

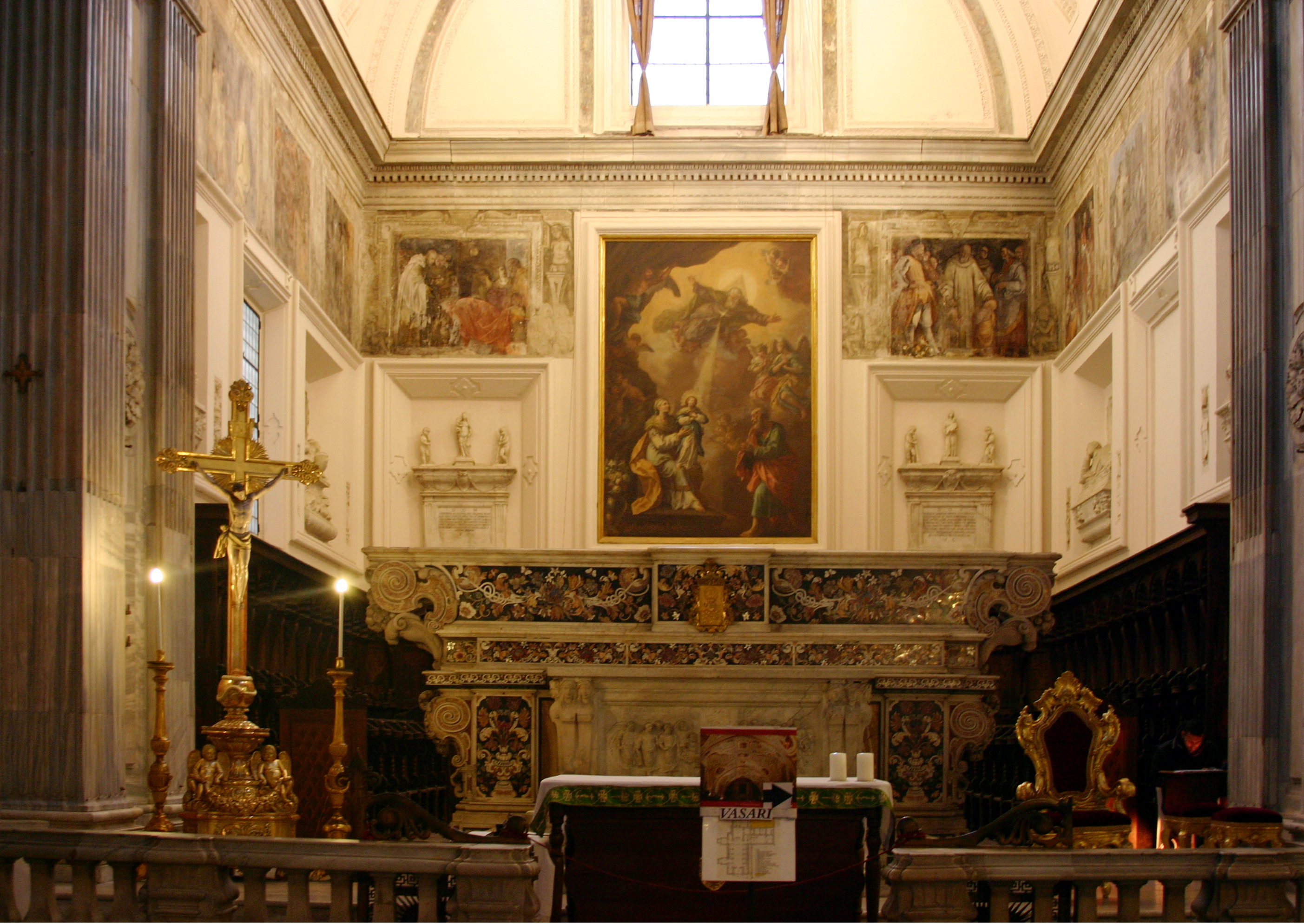
Autel de l'église Sant'Anna dei Lombardi à Naples.

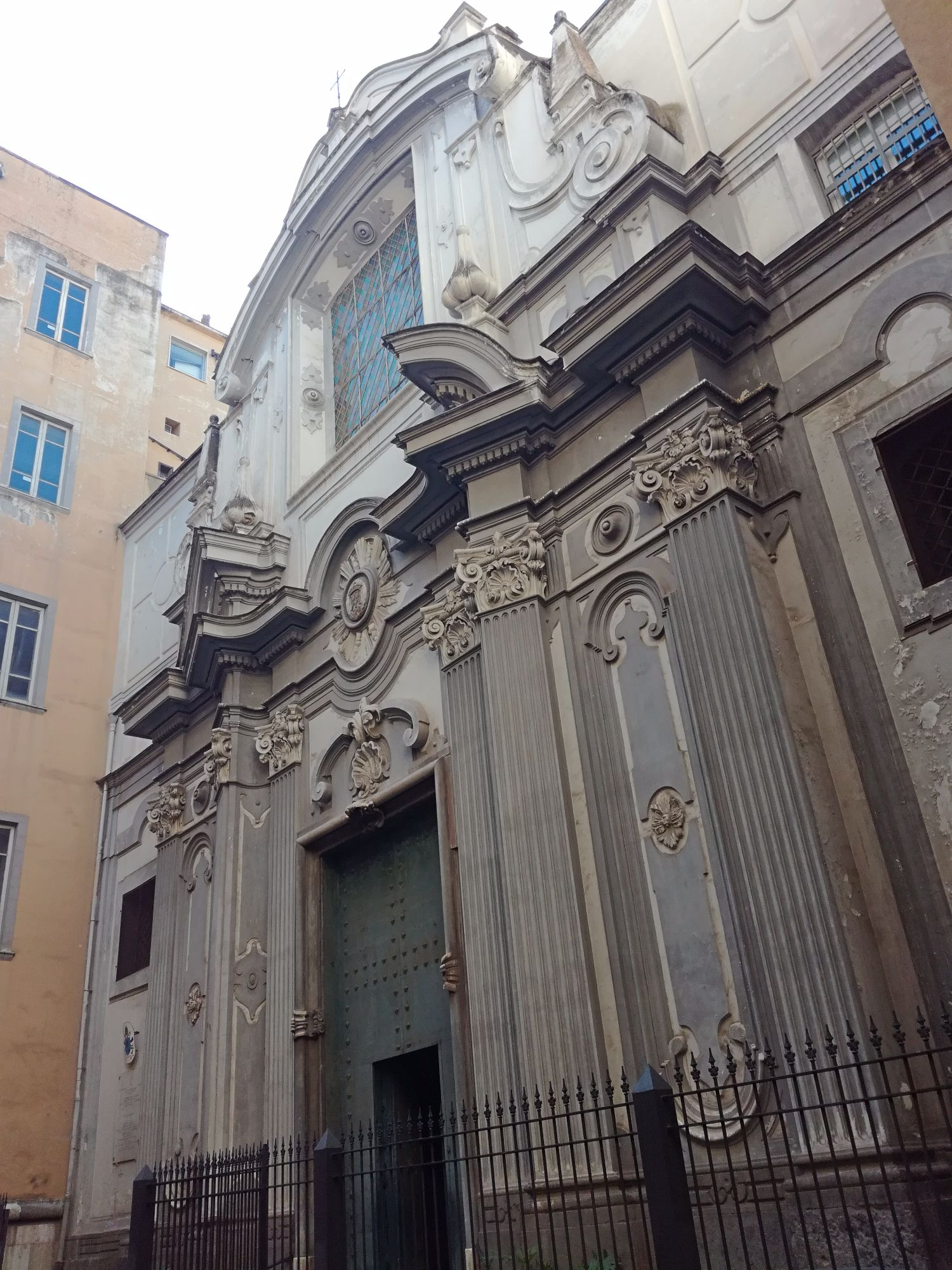
Façade de la basilique du Gesù Vecchio de Naples.

Gian Domenico Vinaccia (diminutif de Giovan(ni) Domenico Vinaccia), né le 13 mars 1625 à Sorrente et mort en juillet 1695 à Naples, est un sculpteur, architecte, ingénieur et orfèvre italien.

## Biographie
Gian Domenico Vinaccia se forme à la sculpture et l'architecture sous la direction de Dionisio Lazzari. Il travaille pour la chapelle royale du Trésor de San Gennaro de la cathédrale Notre-Dame de l'Assomption de Naples.
Son atelier est l'un des plus prolifiques de Naples au XVIIe siècle. Il collabore avec Lorenzo Vaccaro sur certains chantiers.

## Œuvres
- 1661, stalles du chœur de la basilique San Pietro ad Aram à Naples
- 1690, reliquaire Saint Joseph avec l'Enfant Jésus, argent fondu, repoussé et ciselé, bronze doré et pierres de couleur, chapelle royale du Trésor de San Gennaro de la cathédrale Notre-Dame de l'Assomption de Naples[1]
- Devant d'autel en argent représentant le cardinal de Naples Oliviero Carafa montrant les reliques de San Gennaro (Janvier de Bénévent) au sanctuaire de Monteverginela, chapelle du Trésor de saint Janvier de la cathédrale Notre-Dame de l'Assomption de Naples
- Reliquaire de l'église du Gesù Nuovo de Naples
- Autel de l'église Santa Anna dei lombardi à Naples
- Architecture et sculpture de l'église Santa Maria dei Miracoli à Naples
- Remaniement de la façade de la basilique Gesù Vecchio à Naples
- Sol et décoration de l'église Santa Maria Donnaregina Nuova à Naples
- Autel de l'église Saint-Joseph des Ruffi
- Décoration en marbre de l'église Sant'Andrea delle Dame
- Décoration en marbre de la chapelle de la Pureté de la basilique San Paolo Maggiore de Naples

## Source de la traduction
- (it) Cet article est partiellement ou en totalité issu de l’article de Wikipédia en italien intitulé « Giovan Domenico Vinaccia » (voir la liste des auteurs).